# Levnedsmiddelskolen INUILI
Levnedsmiddelskolen INUILI (grønlandsk: Nerisassiornermut ilinniarfik INUILI) er Grønlands eneste skole med uddannelse i ernæring. Skolen ligger i Narsaq i Sydgrønland. Den tilbyder uddannelse som bl.a. kok, receptionist, slagter og bager.
Eleverne, som går på skolen, indkvarteres på denne. Skolen har derfor gode fritidstilbud til sine elever, som fritidsrum, udstyr til ture, muligheder for filmfremvisning på storskærm samt andre aktiviteter, som elevrådet arrangerer. Skolen lejer også byens sportshal en dag om ugen. 
Hvert år arrangerer INUILI Grønlandsmesterskabet for kokke, hvilket i 2007 arrangeret for ottende gang. Arrangementet er det officielle grønlandske mesterskab for professionelle kokke. 
Om sommeren bruges lokalerne på skolen til turister; Hotel Narsaq Group, som er byens største formidler af indkvartering, disponerer lejlighederne. Der er 3 toetagers bygninger, med 7 lejligheder i hvert hus, og hver lejlighed har eget toilet og bad. 